# Aron (syn Mosiášův)
Aron (taktéž Áron), syn krále Mosiáše, je postava v Knize Mormonově, americkém náboženském díle. Panují pochyby o tom, zda se jedná o historickú osobu.
Aron se podle Knihy Mormonovy vzdal královského trůnu a odešel na misii k Lamanitům (asi mezi lety 91-77 př. n. l.) Stalo se tak po osobním setkání s andělem (Mosiáš 27:11). Sloužil spolu s Almou mladším, Ammonem, a dalšími. Později se účastnil misionářské výpravy k Zoramitům (Alma 31:6-7).
Vystupuje v Knize Mosiáš a v Knize Alma.